# Rosa kuhitangi
Rosa kuhitangi är en rosväxtart som beskrevs av Sergej Arsenjevitj Nevskij. Rosa kuhitangi ingår i släktet rosor, och familjen rosväxter. Inga underarter finns listade i Catalogue of Life.